# Luis Fernando Jara
Luis Fernando Jara est un poète péruvien né à Trujillo (Pérou) le 15 avril 1969. 

## Biographie
Son œuvre poétique est entamée au début des années 1990 avec la publication de Eroscopio (Éroscope), Con una mano en la garganta (Avec une main sur la gorge), et surtout avec Crónicas de un angel caído (Chroniques d’un ange déchu), publié en 2003. Dans son œuvre, la gestualité se mêle au sentiment mystique du monde, dont il n’est que l’écho et l’apparence. À cela s’ajoute sa participation à de nombreuses revues et journaux, toujours poussé par la volonté d’empoigner la matière la plus intime de son existence : la poésie. 
Luis Fernando Jara vit à Toulouse.

## Œuvres
- Eroscope (1992)
- Avec une main sur la gorge (1996)
- Chroniques d'un ange déchu (2003)
- Un Miroir, un prisme, un itinéraire, préface à Vide alentour de Mathieu François du Bertrand (2005)
- Tu Luz de Invierno (2017)